# Колонизация Антарктиды

Территориальные претензии на Антарктиду, предшествующие Договору об Антарктике:
Новая Зеландия
Австралия
Франция
Норвегия
Великобритания
Чили
Аргентина

Колонизация Антарктиды связана с попыткой заселения этого континента. До сих пор на Антарктиде нет постоянных поселений, а временные представлены рядом полярных станций, которые населены командированными сюда учёными. Антарктида единственный континент, где отсутствует местное население. 
В XIX веке на Антарктическом полуострове и прилегающих островах существовало несколько китобойных баз. Впоследствии все они были заброшены. Известна база китобоев на острове Десепшен, существовавшая в начале XX века.

## Территориальные претензии
После Первой мировой войны ряд стран начали предъявлять территориальные претензии на Антарктиду. Так Великобритания в 1917 году заявила права на земли к югу от Фолклендских островов вплоть до Южного полюса, Франция в 1924 году объявила Землю Адели своей территорией, Австралия в 1933 году декретом присвоила себе львиную часть сопредельной себе антарктической территории, в 1939 году Норвегия объявила своей территорией Землю Королевы Мод

## Антарктические станции
К настоящему времени на континенте функционируют 37 постоянно действующих станций, которые представляют 20 стран: Австралия, Аргентина, Бразилия, Великобритания, Германия, Индия, Италия, Китай, Новая Зеландия, Норвегия, Польша, Россия, США, Украина, Уругвай, Франция, Чили, ЮАР, Южная Корея, Япония.

## Население
Население Антарктиды колеблется от 4000 человек летом до 1000 человек зимой. Зарегистрировано 11 рождений на аргентинской (Эсперанса) и чилийской (Президент Эдуардо Фрей Монталва) базах. 
Колонизацию Антарктиды сдерживают суровый климат (98 % территории покрыто льдом) и международные обязательства о запрете военного и промышленного использования её территорий.